# シュグニー語
シュグニー語（シュグニーご、シュグニー語（キリル文字表記）：хуг̌ну̊ни зив、音訳：khughnöni ziv、タジク語: шуғнонӣ、ペルシア語: شغنانی）は、インド・ヨーロッパ語族インド・イラン語派のイラン語群東イラン語群南東イラン語群パミール諸語に属する言語である。シュグノン語、シュグナン語、シュグノニ、シュグナニとも呼ぶ。また、シュグノニ、シュグナニ、シュグニーとは、タジキスタンのシュグノン地区、アフガニスタンのシュグナン地区、シュグナンから由来していて、シュグノン語、シュグナン語という意味である。タジキスタンのゴルノ・バダフシャン自治州、アフガニスタンのバダフシャーン州に話者が分布する。

## 表記法
シュグニー人はアフガニスタンとタジキスタンの両方に居住している。過去100年間、それぞれの国は文学の伝統と正書法の標準が異なっていた。国境のどちらの側でも、シュグニー語の文学者たちは、過去文字での表現がなかった言語であったため、シュグニー語の正書法を考える際に、既存の正書法の標準と慣習に大きく依存してきた。
タジキスタンでは1928年にペルシア文字が廃止されラテン文字に置き換えられ、そしてその11年後の1939年、ラテン文字はキリル文字に置き換えられた。タジク語を表記するキリル文字ももちろんロシア語の正書法に基づいており、それは隣国ウズベキスタンのウズベク語の正書法にも似ている。このようにタジキスタンで開発されたシュグニ語の表記文字は現時点ではキリル文字とラテン文字である。
アフガニスタンでは、ペルシア文字が定着したダリ語（アフガン・ペルシア語）が国語である。パシュトー語も、ペルシア語から派生した独自のパシュトー文字を持つが、独自の特徴や慣習を持つアフガニスタンの公用語である。そのため、アフガニスタンの文学者たちによって開発されているシュグニー語の正書法もペルシア語から派生させていて、必要に応じてパシュトー語から文字を借用している。

## 方言
バルタング語とフフ語、ルシャン語は方言ではなく別の言語とする考え方もある。
- ルシャン語
- オロショル語（ロショルビ）
- バルタング語（英語版）
- フフ語（英語版）